# Monodelphis rubida
Monodelphis rubida e вид опосум от семейство Didelphidae.

## Географско разпространение
Видът се среща в югоизточна Бразилия като представителите му обитават дъждовни и субтропични атлантически гори. Среща се и по-малка популация в централна източна Бразилия.

## Хранене
Представителите на вида консумират основно малки гръбначни и насекоми.